# 艾列克·米爾斯
艾列克·湯瑪斯·米爾斯（英語：Alec Thomas Mills，1991年11月30日—），為美國職棒大聯盟的投手，目前為自由球員。2012年美國職棒大聯盟選秀，他在第22輪被皇家隊選走。2020年9月13日，他在大聯盟生涯第五場先發投出無安打比賽。

## 職業生涯

### 堪薩斯市皇家
2012年，大學還沒畢業的米爾斯便投身選秀，並在第22輪被皇家隊看中選進。他從高階新人聯盟起步，平均一年升上一個聯盟。2016年5月18日，當時還在2A的米爾斯被皇家隊叫上大聯盟。他在初登板投了3+1⁄3局失5分。2017年2月8日，皇家將他放進指定讓渡名單內。

### 芝加哥小熊
同一天，皇家將他交易至小熊，換來小聯盟球員Donnie Dewees。他在經過一年的養傷後，於2018年重返大聯盟。因為Tyler Chatwood受傷，所以球隊讓米爾斯嘗試先發。他也在他初次先發的比賽中敲出大聯盟首安。2019年，他大多都在小聯盟。他在3A投出6勝4敗，防禦率5.11。
2020年，因為荷西·昆塔納受傷，因此米爾斯遞補進入先發輪值中。9月13日，他在客場面對釀酒人投出小熊隊史第16場無安打比賽。該年他拿下5勝5敗，防禦率4.48。這年他平均每9局會被敲出1.9支全壘打，為國聯投手最多。

## 外部連結
- 球員資訊和成績在MLB ，ESPN ，Retrosheet ，Baseball Reference ，Baseball Reference (Minors) ，Fangraphs ，The Baseball Cube （英文）
- 艾列克·米爾斯的X（前Twitter）

| 奖项与成就             | 奖项与成就                         | 奖项与成就           |
| ---------------------- | ---------------------------------- | -------------------- |
| 前任： 盧卡斯·吉奧里托 | 投出無安打比賽的投手 2020年9月13日 | 繼任： 喬·馬斯葛洛夫 |